# تسوية الحرية
قانون المساواة في الحرية هو مبدأ أساسي من الليبرالية والاشتراكية. وعبّر عنه العديد من المفكرين بطرق مختلفة، يمكن تلخيصه على أنه الرأي القائل بوجوب منح جميع الأشخاص أقصى قدر ممكن من الحرية طالما أن هذه الحرية لا تتعارض مع حرية أي شخص آخر.  بينما كان الاشتراكيون معادون لليبرالية ، متهمين بـ "توفير غطاء أيديولوجي لنهب الرأسمالية"، فقد تمت الإشارة إلى أن "أهداف الليبرالية لا تختلف كثيرًا عن أهداف الاشتراكيين"، على الرغم من هذا التشابه في الأهداف تم وصفها بأنها خادعة بسبب المعاني المختلفة التي تعطيها الليبرالية والاشتراكية للحرية والمساواة والتضامن، بما في ذلك معنى وتأثيرات ومعايير المساواة في الحرية المستمدة منها.

## تعريف
كتب جون لوك في عمله رسالتان في الحكم المدني (1689): «هو وضع من المساواة أيضًا تتكافأ به السلطة والسيادة كل التكافؤ؛ فلا يحظى أحد بأكثر من الآخر. إذ ليس هناك ما هو أوضح من أن المخلوقات من نفس النوع والمرتبة تنعم دون تمييز بالميزات الطبيعية ذاتها وبالوظائف عينها، ينبغي أن تتساوى كل التساوي بينها دون أن يخضع واحدها للآخر أو ينقاد له، ما لم ينصّب ربها واحدًا منها رئيسًا على سائرها، ويعلن عن رغبته في ذلك إعلانًا صريحًا، أو يسبغ عليه حقًا لا مراء فيه بالسيادة والحكم».
في منشوره «دفاع كامل عن إجراءات الكونغرس»، عام 1774، كتب ألكسندر هاميلتون: «يملك البشر جميعهم أصل مشترك واحد، يشتركون في طبيعة واحدة، وبالتالي يملكون حقًا مشتركًا. لا يوجد سبب محدد يمكن إسناده أنّى لشخص واحد أن يمارس أي سلطة على زملائه المخلوقات أكثر من غيره، إلا إذا خولوه بها طوعًا»
في كتاب الإحصائيات الاجتماعية (1851)، عرفها هربرت سبنسر بأنها حق طبيعي، بقوله: «يمكن لكل إنسان المطالبة بالحرية الكاملة لممارسة وظائفه بما ينسجم مع امتلاك هكذا حرية عند كل إنسان آخر». صيغت بطريقة أخرى من قِبل سبنسر، «كلٌّ له حرية فعل ما يرغب به شريطة ألا ينتهك الحرية المكافئة لأي شخص آخر».
عرّف الأناركي الفردي والاشتراكي الليبرتاري الأمريكي بينجامين تاكر مساواة الحرية بأنها «أكبر قدر من الحرية يتوافق مع المساواة والاحترام المتبادل، ضمن دائرة فعل الفرد في المجتمع».

## لمحة عامة

### المساواة في حق الأرض
في عام 1775، نشر توماس سبنس منشورًا تحت عنوان حقوق الإنسان يستند على قانون المساواة في الحرية وشدد فيه على المساواة في حق الأرض. وفقًا لسبنس، فإننا نملك حقوقًا متساوية في الأرض بما أننا نملك حقوقًا متساوية في الحياة والحرية. حرمان بعض الأشخاص من هذا الحق «هو في الواقع حرمانهم من حق العيش. امتلاكك لحق حرمان أي شيء من وسائل العيش، يتضمن امتلاكك حق حرمانه من الحياة».
في عام 1795، كتب توماس باين كرّاسة العدالة الزراعية، جادل فيها بأن: «الحرية والملكية كلمات تعبر عن كل شيء نملكه وليس من الخاصية الفكرية. الملكية نوعان. أولًا، الملكية الطبيعية، أو تلك التي من صنع الخالق، مثل الأرض، والهواء، والماء. ثانيًا، الملكية المفتعلة أو المكتسبة، أو تلك التي من صنع الإنسان أو إنتاجه. لا يمكن أن يكون هناك مساواة بهذا، إذ أنه من أجل المساهمة على قدم المساواة، من الضروري بدايةً أن يُنتج كل إنسان ما يملكه بالتساوي، وهي ليست الحالة دائمًا؛ ولو كان كل شخص يلتزم ملكه الخاص، فسيكون الأمر وكأنه مساهمة. المساواة في الملكية الطبيعية هي المعنية في هذا العمل. كل شخص ولد إلى العالم، قد ولد مالكًا شرعيًا لنوع معين من الملكية، أو القيمة المترتبة عنها».
أشار سبنس وسبنسر إلى أن إنكار المساواة في حق استخدام الأرض يمكن أن يؤدي إلى طرد غير مالكي الأراضي من الكوكب وهو ما يناقض قانون المساواة في الحرية. أُثيرت هذه النقطة أيضًا من قِبل إصلاحيي الأراضي وأُيدت من قِبل هنري جورج في كتاب التقدم والفقر، الذي سعى فيه إلى معالجة هذا الأمر من خلال تفضيل فرض الضرائب على القيم العقارية. على أي حال، لم يتفق جورج وليبرتاريون آخرون حول أن المساواة في حق استخدام الأرض هو أساسٌ لحرية متساوية ولم يتفق جورج مع سبنسر في أن المساواة في حق استخدام الأرض ينطوي على وجوب تأميم الأرض. انتقد جورج نهج سبنس الأممي من خلال عمله الفيلسوف الحائر وأشار إلى أن المساواة في حق استخدام الأرض لا يتضمن الملكية المشتركة للأرض، بالتالي كل ما هو ضروري لتحقيق قانون الحرية المتساوية هو بفرض ضرائب على الأراضي بشكل ضريبة على القيمة العقارية التي من شأنها أن تثبط الاستثمار العقاري.